# Nuno Lacerda Lopes
Carlos Nuno Lacerda Lopes é arquiteto, cenógrafo, investigador e professor na Faculdade de Arquitectura da Universidade do Porto.

## Biografia

Via Rápida, Porto.

Carlos Nuno Lacerda Lopes inscreve-se em 1980 no curso de arquitetura da Escola Superior de Belas Artes do Porto concluindo a licenciatura já na recém-criada Faculdade de Arquitectura da Universidade do Porto, em 24 de outubro de 1986. Posteriormente realiza provas de aptidão pedagógica e científica a 12 de Fevereiro de 1992 e apresenta a Tese de Doutoramento “Projecto e Modos de Habitar” a 23 de Abril de 2008.
Em 1987 e como resultado do trabalho final de curso relativo ao projeto de Recuperação do Teatro Viriato em Viseu com orientação científica do Professor Catedrático Alexandre Alves Costa, integra e inicia o trabalho como arquiteto no grupo fundador do Centro de Estudos da Faculdade de Arquitectura (CEFA) sob a orientação do Professor Arquiteto Sérgio Fernandez. No ano seguinte obtém o 1º lugar no concurso público para a Elaboração do Estudo-Prévio do Projeto de Arquitetura do Complexo B – Cine-Teatro em Viseu e em 1989 funda e integra a empresa Arq. Carlos Nuno Lacerda, Lda. de arquitetura, engenharia e design, mantendo-se como arquiteto principal até à presente data. Foi assistente estagiário na Unidade Pedagógica de Viseu da FAUP, tendo exercido a atividade docente na unidade curricular Iniciação ao Projeto (área de Projeto) sob a regência do Professor Arquiteto Sérgio Fernandez e em Teoria Geral da Organização do Espaço (área de História) sob a regência do Professor Arquiteto Fernando Távora.

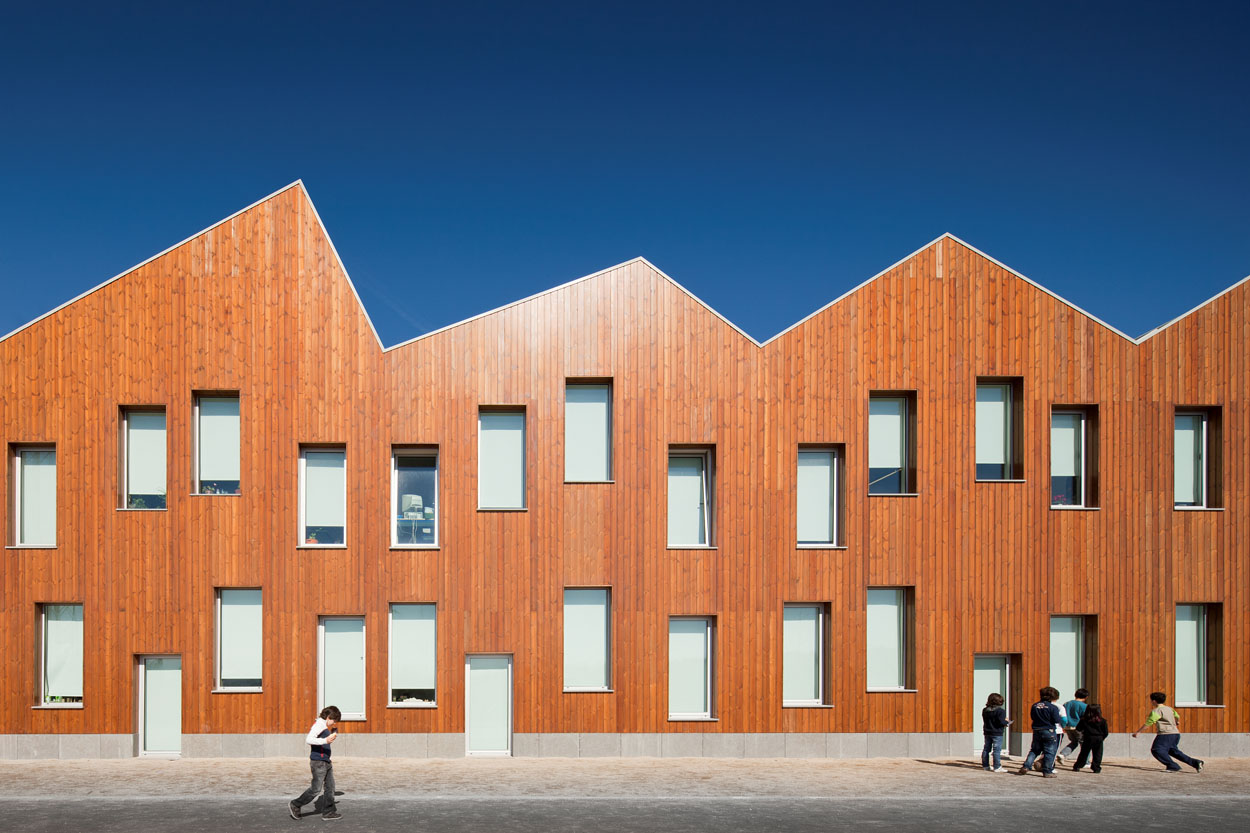
Centro Escolar de Mouriz, Paredes.

Após a realização de provas académicas, na FAUP (no Porto), tornou-se Assistente (em 1992), Assistente convidado (de 2003 até 2007) e Professor Auxiliar (desde 2008).
Como Professor Auxiliar e até 2010 exerceu atividade docente na Unidade Curricular Projeto IV (Área de Projeto) sob a regência do Professor Doutor Carlos Guimarães. Enquanto Assistente e durante o exercício de docente na Área de Projeto, e sob as respetivas regências, colaborou com: o Professor Catedrático Carlos Guimarães (Projeto IV); o Professor Arquiteto Pedro Ramalho (Projeto IV); o Professor Catedrático Manuel Correia Fernandes (Projeto IV); o Professor Arquiteto Bernardo Ferrão (Projeto III); o Professor Arquiteto Alfredo Matos Ferreira (Projeto I) e o Professor Arquiteto Sérgio Fernandez (Iniciação ao Projeto).
Desde 2010 é Regente da Unidade Curricular de Construção II e desde 2013 da nova Unidade Curricular ProjetoBIM que inícia na FAUP e tem cooperado no desenvolvimento e coordenação científica do curso de Arquitetura na Universidade José Eduardo dos Santos em Huambo, Angola.
O interesse pelo Projeto, pela Construção e pela Investigação aplicada, é transversal na intensa e preenchida atividade enquanto docente, investigador e arquiteto. A procura do estabelecimento de relações entre diferentes campos disciplinares promovendo continuidades e, sobretudo, desenvolvendo processos de inovação metodológica e tecnológica, levam a experimentar outros modos de ver e de pensar a arquitetura dando origem a uma obra cuja personalidade reside na singular fusão entre o exercício profissional da arquitetura com a prática pedagógica num ideal de experimentação e, sobretudo, pela contaminação ou frequente invasão por áreas científicas e artísticas complementares à Arquitetura. Temas como a Inovação em Arquitetura, o Design, a Cenografia, Materiais e os novos processos construtivos têm sido determinantes no processo de construção da sua identidade arquitetónica, enquanto profissional, na empresa que dirige (CNLL), sediada em Espinho, e responsável por inúmeras obras e projectos em Portugal e mais recentemente no Brasil, Angola, e Norte de África. A sua empresa, espelha a sua ideia de arquitetura que assenta no homem como figura central do espaço construído, num eterno apelo aos sentidos e a uma persistente e irreverente vontade de experimentação e de procura por novos materiais, formas e conceitos: Centro Multimeios de Espinho, Teatro Carlos Alberto, Centro Escolar de Mouriz, Casa Valongo.
O uso de novas tecnologias de apoio à concepção e ao desenvolvimento do projeto, a certificação em inovação, a utilização intensiva do BIM (buildings interactive modelling) e o 5D, associadas à presença de outras áreas disciplinares como a cenografia e o design industrial evidenciam o carácter experimental e inovador da sua obra. É Coordenador do Núcleo de I&DI da CNLL,lda, núcleo certificado em Gestão de Inovação e Qualidade pela APCER; membro fundador do Grupo BIMFORUM Portugal; membro do grupo Habitar; membro do comissão científica do 2º congresso internacional habitar no espaço lusófono (CIHEL) LNEC.

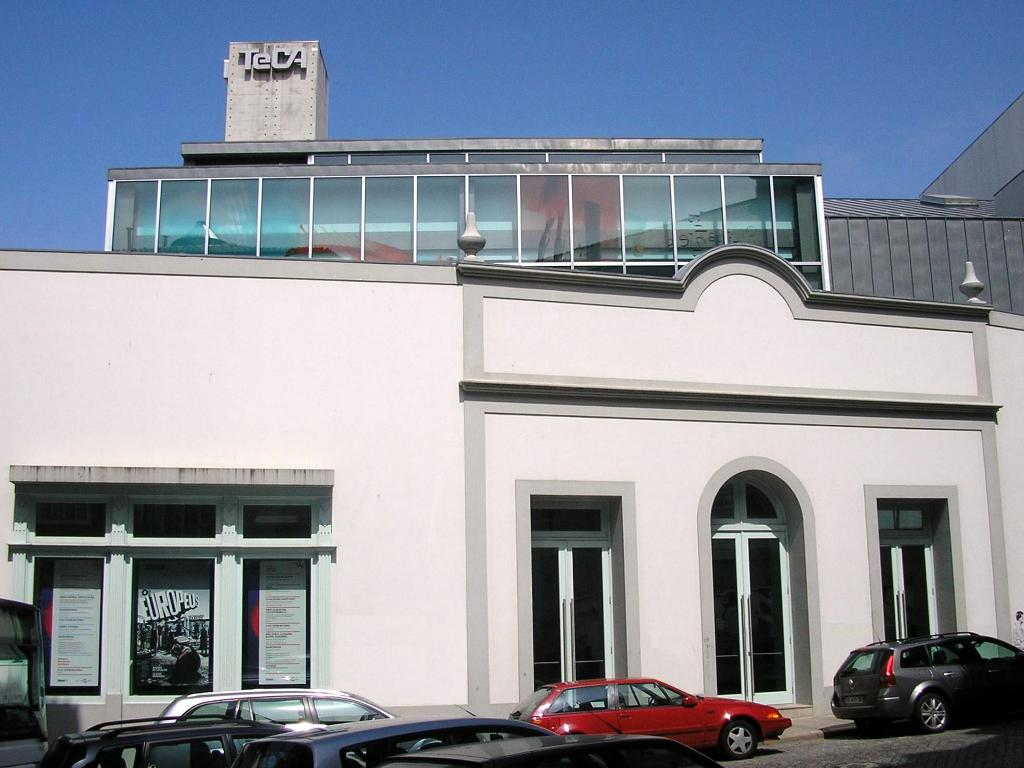
Teatro Carlos Alberto, de Nuno Lacerda Lopes.

O mais recente trabalho de cenografia foi em "IMPOSSÍVEL", um programa de televisão do mágico Luis de Matos (mágico) para a RTP.
Um dos seu mais recentes trabalhos de cenografia foi em "Sombras", uma criação de Ricardo Pais para o Teatro Nacional de São João.
Em 2013 foi convidado a participar na Trienal de Arquitectura de Lisboa com um filme "An idea of architecture" sobre o seu trabalho e a sua visão da arquitectura e da vida - (realizado pela Transnética, Lda.).

## Livros
Autor de diversos livros sobre Desenho, Design e Arquitetura,
Em 2022, publicou:

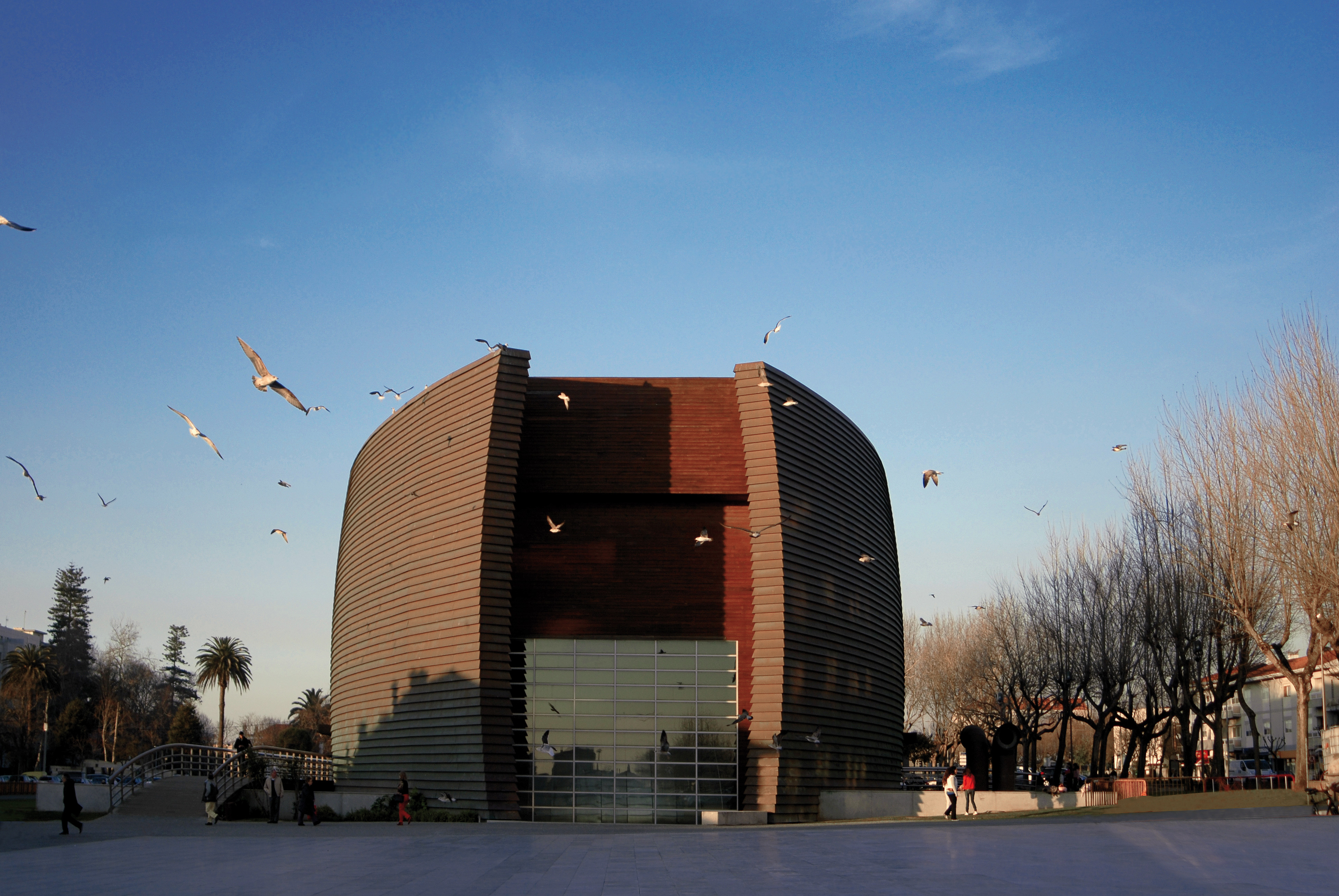
Centro Multimeios de Espinho.

- Monografia "Nuno Lacerda Lopes - cnll architects", Edições Uzina Books, Porto, 2022, 288 pág, ISBN 978-989-8875-26-6

Em 2021, publicou:
- Revista Frente&Verso: “Casa Leiria – Aires Mateus”, Nº 45. Porto, FAUP, 16 pág, ISSN 2182-8237
- Revista Frente&Verso: “Arquipélago – Menos é Mais”, Nº 46. Porto, FAUP, 16 pág, ISSN 2182-8237
- Revista Frente&Verso: “Casa em Afife – Nuno Brandão Costa”, Nº 47. Porto, FAUP, 16 pág, ISSN 2182-8237
- Revista Frente&Verso: “Sede EDP – Aires Mateus”, Nº 48. Porto, FAUP, 16 pág, ISSN 2182-8237
- Revista Frente&Verso: “ICTA-ICP – HArquitectes”, Nº 49. Porto, FAUP, 16 pág, ISSN 2182-8237
- Revista Frente&Verso: “Asakuza – Kengo Kuma”, Nº 50. Porto, FAUP, 16 pág, ISSN 2182-8237
- Revista Frente&Verso: “Oberholz – Peter Pichler + Pavol Mikolajcak”, Nº 51. Porto, FAUP, 16 pág, ISSN 2182-8237
- Revista Frente&Verso: “Auditório de Léon – Mansilla + Tuñón”, Nº 52. Porto, FAUP, 16 pág, ISSN 2182-8237

Em 2020, publicou:
- Livro: "Projetos e Modos de Habitar" - Prefácio de António Baptista Coelho - Edições Draft Books, Porto, 2020, 790 pág, ISBN 978-989-8767-01-1

- Livro: “RUI BRAZ AFONSO: Arquitetura e Modos de Habitar”, Edições CIAMH, Porto, 2020, 120 pág, ISBN 978-989-98073-5-8
- Livro: “NUNO PORTAS: Arquitetura e Modos de Habitar”, Edições CIAMH, Porto, 2020, 134 pág, ISBN 978-989-98808-5-6
- Revista Frente&Verso: “Casa Costa Grande – Carlos Castanheira”, Nº 37. Porto, FAUP, 16 pág, ISSN 2182-8237
- Revista Frente&Verso: “Casa Ricardo Pinto – Correia Ragazzi”, Nº 38. Porto, FAUP, 16 pág, ISSN 2182-8237
- Revista Frente&Verso: “Capela Kamppi – K2S Architects”, Nº 39. Porto, FAUP, 16 pág, ISSN 2182-8237
- Revista Frente&Verso: “MLB4A – Brenac + Gonzalez”, Nº 40. Porto, FAUP, 16 pág, ISSN 2182-8237
- Revista Frente&Verso: “Estádio de Braga – Eduardo Souto Moura”, Nº 41. Porto, FAUP, 16 pág, ISSN 2182-8237
- Revista Frente&Verso: “Estádio de Braga – Eduardo Souto Moura”, Nº 42. Porto, FAUP, 16 pág, ISSN 2182-8237
- Revista Frente&Verso: “Estádio de Braga – Eduardo Souto Moura”, Nº 43. Porto, FAUP, 16 pág, ISSN 2182-8237
- Revista Frente&Verso: “Estádio de Braga – Eduardo Souto Moura”, Nº 44. Porto, FAUP, 16 pág, ISSN 2182-8237

Em 2019, publicou:
- Revista Frente&Verso: “Escola Secundária de Canelas – André Santos”, Nº 29. Porto, FAUP, 16 pág, ISSN 2182-8237
- Revista Frente&Verso: “Casa Alexandra Ribeiro - Piscina – Daniel Oliveira”, Nº 30. Porto, FAUP, 16 pág, ISSN 2182-8237
- Revista Frente&Verso: “Casa Senhora da Ribeira – Carla Inácio e Eliseu Gonçalves”, Nº 31. Porto, FAUP, 16 pág, ISSN 2182-8237
- Revista Frente&Verso: “Centro Tecnológico Cheto – Ana Isabel da Costa e Silva”, Nº 32. Porto, FAUP, 16 pág, ISSN 2182-8237
- Revista Frente&Verso: “Edifício Comercial Avenida da Boavista – Eduardo Souto Moura”, Nº 33. Porto, FAUP, 16 pág, ISSN 2182-8237
- Revista Frente&Verso: “Centro Sócio-Cultural da Costa Nova – ARX Portugal”, Nº 34. Porto, FAUP, 16 pág, ISSN 2182-8237
- Revista Frente&Verso: “Casas na Areia – Aires Mateus”, Nº 35. Porto, FAUP, 16 pág, ISSN 2182-8237
- Revista Frente&Verso: “Complexo Escolar de Gando – Francis Kéré”, Nº 36. Porto, FAUP, 16 pág, ISSN 2182-8237

Em 2018, publicou:
- Livro: “Novas questões sobre o ensino da construção - Conteúdos, métodos e práticas pedagógicas em Construção2 | FAUP", Edições CIAMH, Porto, 2018, ISBN 978-989-98808-8-7
- Livro: “FRANCISCO BARATA: Arquitetura e Modos de Habitar”, Edições CIAMH, Porto, 2018, 120 pág, ISBN 978-989-98808-7-0
- Livro: “SÉRGIO FERNANDEZ: Arquitetura e Modos de Habitar”, Edições CIAMH, Porto, 2018, 152 pág, ISBN 978-989-98808-9-4
- Revista Frente&Verso: “Terminal de Cruzeiros do Porto de Leixões – Luis Pedro Silva”, Nº 25. Porto, FAUP, 16 pág, ISSN 2182-8237
- Revista Frente&Verso: “Casa RV – Marta Rocha + Fabien Vacelet”, Nº 26. Porto, FAUP, 16 pág, ISSN 2182-8237
- Revista Frente&Verso: “Casa das Histórias Paula Rego – Eduardo Souto Moura”, Nº 27. Porto, FAUP, 16 pág, ISSN 2182-8237
- Revista Frente&Verso: “Sogn Benedetg – Peter Zumthor”, Nº 28. Porto, FAUP, 16 pág, ISSN 2182-8237

Em 2017, publicou:
- Livro: “A Escola Ideal", com Rui Braz Afonso e Daniela Ladiana - Prefácio de Teresa Valsassina Heitor - Edições CIAMH, Porto, 2017, ISBN 978-989-98808-3-2
- Livro: “FERNANDO TÁVORA: Arquitetura e Modos de Habitar”, Edições CIAMH, Porto, 2017, 110 pág, ISBN 978-989-99346-0-3
- Livro: “BERNARDO FERRÃO: Arquitetura e Modos de Habitar”, Edições CIAMH, Porto, 2017, 115 pág, ISBN 978-989-98073-6-5
- Livro "Construção Inteligente", Edições Draftbooks, Porto, 168 pág, ISBN 978-989-8573-09-4
- Livro "Visão Periférica", Edição Draftbooks, Porto, 152 pág, ISBN 978-989-8573-08-7
- Revista Frente&Verso: “Pinhais da Foz – Eduardo Souto Moura”, Nº 21. Porto, FAUP, 16 pág, ISSN 2182-8237
- Revista Frente&Verso: “Lugar do Outeiro – João Álvaro Rocha”, Nº 22. Porto, FAUP, 16 pág, ISSN 2182-8237
- Revista Frente&Verso: “Cais do Cavaco – João Paulo Loureiro”, Nº 23. Porto, FAUP, 16 pág, ISSN 2182-8237
- Revista Frente&Verso: “Salgueiral Sul – Graça Dias e Egas José Vieira”, Nº 24. Porto, FAUP, 16 pág, ISSN 2182-8237

Em 2016, publicou:
- Revista “BIM IS MORE”, Nº 01 (edição bilingue), Porto, 2016, 140 pág, ISSN 2183-7473
- Livro: “TERESA FONSECA: Arquitetura e Modos de Habitar”, Edições CIAMH, Porto, 2016, 148 pág, ISBN 978-989-99346-1-0
- Revista Frente&Verso: “Wohnanlage Ölzbündt – Hermann Kaufmann”, Nº 17. Porto, FAUP, 16 pág, ISSN 2182-8237
- Revista Frente&Verso: “Edifício Rua Sá Albergaria – Serôdio e Furtado”, Nº 18. Porto, FAUP, 16 pág, ISSN 2182-8237
- Revista Frente&Verso: “Edifício de Ebikon – Amrein Herzig”, Nº 19. Porto, FAUP, 16 pág, ISSN 2182-8237
- Revista Frente&Verso: “Centro Escolar de Mouriz – Nuno Lacerda Lopes”, Nº 20. Porto, FAUP, 16 pág, ISSN 2182-8237

Em 2015, publicou:
- Monografia “NUNO LACERDA LOPES | HOUSES – DA CONSTRUÇÃO AO HABITAR” (edição bilingue), Edições Transnética, Porto, 2015, 252 pág, ISBN 9789899748088
- Monografia “Construção 2.0”  (edição bilingue), FAUP, Porto, 2015, 292 pág, ISBN 978-989-98808-1-8
- Livro: “PEDRO RAMALHO: Arquitetura e Modos de Habitar”, Edições CIAMH, Porto, 2015, 120 pág, ISBN 978-989-98808-6-3
- Revista Frente&Verso: “Parque Kindergarten – Promontório”, Nº 09. Porto, FAUP, 16 pág, ISSN 2182-8237
- Revista Frente&Verso: “Live’In – Ricardo Vieira de Melo”, Nº 10. Porto, FAUP, 16 pág, ISSN 2182-8237
- Revista Frente&Verso: “Casa no Lugar do Paçô – João Álvaro Rocha”, Nº 11. Porto, FAUP, 16 pág, ISSN 2182-8237
- Revista Frente&Verso: “Terraços de Bragança – Álvaro Siza Vieira”, Nº 12. Porto, FAUP, 16 pág, ISSN 2182-8237
- Revista Frente&Verso: “Edifício de Águas Santas – João Álvaro Rocha”, Nº 13. Porto, FAUP, 16 pág, ISSN 2182-8237
- Revista Frente&Verso: “Castelo de Santa Maria da Feira – Francisco Barata”, Nº 14. Porto, FAUP, 16 pág, ISSN 2182-8237
- Revista Frente&Verso: “Escola de Chaves – Nuno Brandão Costa”, Nº 15. Porto, FAUP, 16 pág, ISSN 2182-8237
- Revista Frente&Verso: “Multimeios – Nuno Lacerda Lopes”, Nº 16. Porto, FAUP, 16 pág, ISSN 2182-8237

Em 2014, publicou:
- Monografia "Nuno Lacerda Lopes - Projetos recentes" (edição bilingue), Edições Archinews Nª29, Porto, ISSN 1646-2262
- Monografia "THICK AS A BRICK. Architecture, Forms and Senses" (edição bilingue), edição comemorativa do 25º aniversário de atividade em Arquitetura, Cenografia e Mobiliário, Edições TNT, Porto, 794 pág, ISBN 978-989-8767-00-4
- Livro "Obras Incompletas", Edições Draftbooks, Porto, 173 pág, ISBN 978-989-8573-03-2
- Livro "Habitar a Cena", Edições Draftbooks, Porto, 179 pág, ISBN 978-989-8573-04-9
- Livro "Socorro, acabei o curso!", Edições Draftbooks, 209 pág, Porto, ISBN 978-989-8573-05-6
- Livro "From thinking to Building", Edições Draftbooks, Porto, 150 pág, ISBN 978-989-8573-06-3
- Revista Frente&Verso: “Casa Paulo Gonçalves – Habitação Unifamiliar – Francisco Barata”, Nº 05. Porto, FAUP, 16 pág, ISSN 2182-8237
- Revista Frente&Verso: “Escola de Padrão – Edifício Escolar – Nuno Brandão Costa”, Nº 06. Porto, FAUP, 16 pág, ISSN 2182-8237
- Revista Frente&Verso: “Casa Maia – Habitação Unifamiliar – Eduardo Souto Moura”, Nº 07. Porto, FAUP, 16 pág, ISSN 2182-8237
- Revista Frente&Verso: “Casas Brancas – Edifício de Habitação e Comércio – Adalberto Dias”, Nº 08. Porto, FAUP, 16 pág, ISSN 2182-8237

Em 2013 publicou:
- Revista Frente&Verso: “D. Afonso V – Edifício de Habitação e Comércio – Francisco Pereira Da Costa”, Nº 01. Porto, FAUP, 16 pág, ISSN 2182-8237
- Revista Frente&Verso: “Sache 1ª Fase – Edifício de Habitação Coletiva – Manuel Correia Fernandes”, Nº 02. Porto, FAUP, 16 pág, ISSN 2182-8237
- Revista Frente&Verso: “Sache 2ª Fase – Edifício de Habitação Coletiva – Manuel Correia Fernandes”, Nº 03. Porto, FAUP, 16 pág, ISSN 2182-8237
- Revista Frente&Verso: “Torre Burgo – Edifício de Comércio e Serviços – Eduardo Souto Moura”, Nº 04. Porto, FAUP, 16 pág, ISSN 2182-8237

Em 2012 publicou:
- Monografia “Nuno Lacerda Lopes | Learning – Do Projeto à Construção" (edição bilingue), Edições Transnética, Porto, 2012, 288 pág, ISBN 978-989-97480-7-1
- Monografia “Nuno Lacerda Lopes | Architecture – Da Representação ao Projeto" (edição bilingue), Edições Transnética, Porto, 2012, 264 pág, ISBN 978-989-97480-6-4
- Livro: “EDUARDO SOUTO MOURA: Arquitetura e Modos de Habitar", Edições CIAMH, Porto, 2012, 104 pág, ISBN 978-989-98073-0-3
- Livro: “JOÃO ÁLVARO ROCHA: Arquitetura e Modos de Habitar.”, Edições CIAMH, Porto, 2012, 104 pág, ISBN 978-989-98073-1-0
- Livro: “MANUEL CORREIA FERNANDES: Arquitetura e Modos de Habitar", Edições CIAMH, Porto, 2012, 104 pág, ISBN 978-989-98073-2-7
- Livro: “ALCINO SOUTINHO: Arquitetura e Modos de Habitar”, Edições CIAMH Porto, 2012, 104 pág, ISBN 978-989-98073-3-4

Em 2011 publicou:
- Monografia: “NUNO LACERDA LOPES | SCENES – DO DESENHO À REPRESENTAÇÃO” (edição bilingue), Edições Transnética, Porto, 2011, 279 pág, ISBN 978-989-97480-3-3
- Publicou os projetos: “ESCOLA DE MOURIZ” e “CASA DE VALONGO”, in NEVES, José Manuel; “Nuno Lacerda Lopes- Escola de Mouriz + Casa de Valongo” - Uzina Edições, Lisboa, 62 pág, ISBN 978-989-84561-0-6
- Publicou a Monografia: “NUNO LACERDA LOPES | FURNITURE – DO PENSAMENTO AO DESENHO” (edição bilingue), Edições Transnética, Porto, 2011, 251 pág, ISBN 978-989-97480-2-6

Em 2010 publicou:
- Livro “RUMO À PROFISSÃO”, Edições Lello, Porto, 2010, 190 pág, ISBN 978-972-48188-1-8.[12][13] com vista ao esclarecimento dos aspectos da profissão e as dificuldades de iniciar ou desenvolver projetos de empreendedorismo nos profissionais das ditas “indústrias criativas” onde a arquitetura se inscreve.

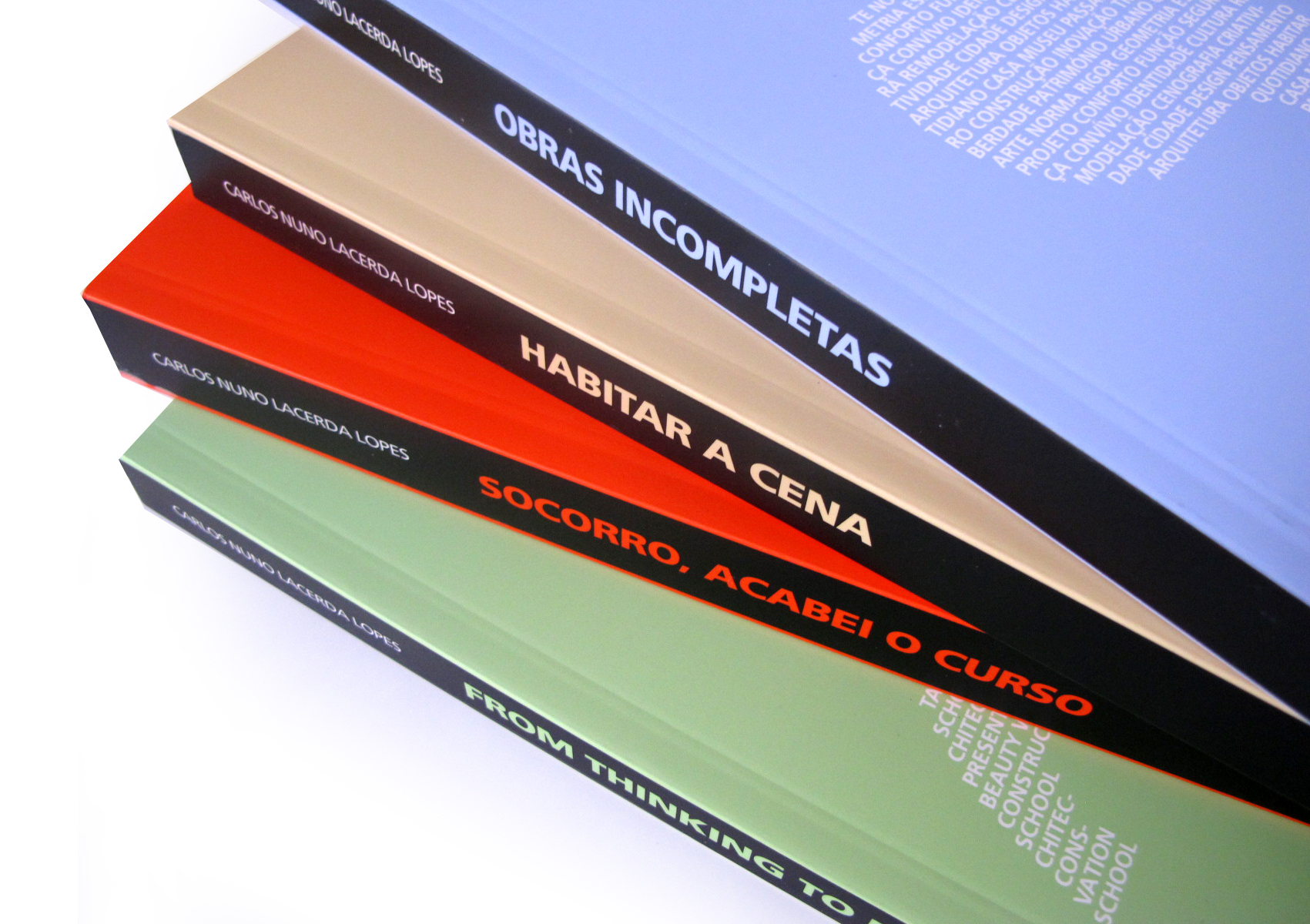
Presentation photo for the book collection "Teorias" by the author Nuno Lacerda Lopes

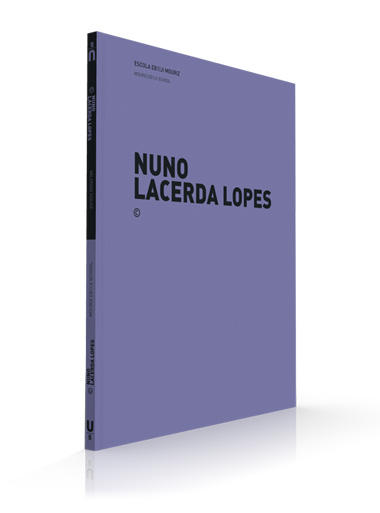